# Ack Värmeland, du sköna
"Ack Värmeland, du sköna", även "Värmlandssången" eller "Värmlandsvisan", är en svensk sång från år 1822, baserad på en traditionell folkmelodi, och med text av Anders Fryxell och Fredrik August Dahlgren. Texten skrevs först för sångspelet Wermlandsflickan (1822) av Anders Fryxell, men lades senare till folklustspelet Värmlänningarna (1846) av Fredrik August Dahlgren. Visan ingår i den svenska visskatten.

## Historia
Visans ursprung är omdiskuterat. Klart är att Anders Fryxell skrev sin text till en melodi som sjöngs i norra Östergötlands bergslagstrakter. Anders Fryxell var på besök i Finspång år 1822 och skrev i ett brev hem att han hade hört en så fin melodi som han ville skriva en dikt till. Melodin och sången var Risingevisan, vars text också börjar med orden "Ack, Östra Götland".
Risingevisan skrevs av Anders Ölin och det första tryckta exemplaret är från år 1806. Melodin till Risingevisan och Värmlandsvisan har dock sitt ursprung i Nederländerna och den nederländska frihetsvisan "O, Nederland! Let op u saeck" från 1500-talet. Den nederländska visan kan ha nått Sverige med invandrade valloner eller holländare. Melodin kan sedan ha sjungits av smederna i Finspång och spridits därifrån.

## Text
Anders Fryxell (1795-1881) och F A Dahlgren (1816-1895)

### Anders Fryxells version - ur skådespelet Värmlandsflickan (1822)
Ack, Värmeland, du sköna, du härliga land!

Du krona för Svea rikes länder!

Ja, om jag komme mitt i det förlovade land,

till Värmland jag ändå återvänder.

Ja, där vill jag leva, ja, där vill jag dö.

Om en gång ifrån Värmland jag tager mig en mö,

så vet jag att aldrig jag mig ångrar.

Ja, när du en gång skall bort och gifta dig, min vän,

då skall du till Värmeland fara;

där finnes nog Guds gåvor med flickor kvar igen,

och alla ä´ de präktiga och rara.

Men friar du där, så var munter och glad!

Ty muntra gossar vilja Värmlandsflickorna ha;

de sorgsna - dem ge de på båten.

Och Värmelandsgossen, han är så stolt och glad,

han fruktar för intet uti världen.

När Konungen bjuder, då drager han åstad,

bland kulor och blixtrande svärden.

Ja! Vore det Ryssar till tusendetal,

han ej dem alla fruktar, han vill ej annat val,

än dö eller segra med ära.

Och skulle han ej strida med glädje och med mod,

och livet sitt våga, det unga?

Där hemma sitter moder och beder för hans blod,

med Bruden, den älskade, unga,

en Värmelandsflicka, så huld och så skön!

För Kung och Land han strider, och hon skall bli hans lön,

Ho kan honom då övervinna?

### F A Dahlgrens version sångspelet Värmlänningarna (1846)
Första strofen av Anders Fryxell - se ovan
Ack, Värmeland, du sköna, du härliga land!

Du krona bland Svea rikes länder!

Ja, om jag komme mitt i det förlovade land,

till Värmland jag ändå återvänder.

Ja, där vill jag leva, ja, där vill jag dö.

Om en gång ifrån Värmland jag tager mig en mö,

så vet jag att aldrig jag mig ångrar.

I Värmeland är lustigt att leva och bo;

det landet jag prisar så gärna.

Där klappar det hjärtan med heder och tro

så fasta som bergenas kärna.

Och var och en svensk uti Svea rikes land,

som kommer att gästa vid Klarälvens strand,

han finner blott bröder och systrar.

I Värmeland - ja där vill jag bygga och bo,

med enklaste lycka förnöjder.

Dess dalar och skog ge mig tystnadens ro,

och luften är frisk på dess höjder.

Och forsarna sjunga sin ljuvliga sång -

vid den vill jag somna så stilla en gång

och vila i värmländska jorden.

## Likheter med andra musikaliska verk

### Moldau
Det har ofta hävdats att Bedřich Smetana använde melodin till Värmlandsvisan i satsen Moldau i den symfoniska dikten Má vlast (Mitt fosterland), men detta avvisas av somliga (det antas då att han hört melodin under de fem år, 1856–1861, som han bodde och verkade i Göteborg). Staten Israels nationalsång Hatikvah, tonsatt av Samuel Cohen i början av 1880-talet, kan också vara en variation av Smetanas Moldau. Alla tre melodierna kan i sin tur möjligen vara inspirerade av den italienska folksången La Mantovana.

### Ég vil fá mér kærustu
Det isländska reggaebandet Hjálmar släppte 2005 låten Ég vil fá mér kærustu med samma melodi som Värmlandsvisan.

### Dear Old Stockholm
Jazzmusikern Stan Getz turnerade i Sverige 1951 och gav ut en engelskspråkig version av Ack Värmeland, du sköna under namnet Dear Old Stockholm. "Dear Old Stockholm" har därefter spelats in av flera artister och etablerat sig som en klassiker inom jazzen.